# Henry Hobson Richardson
Henry Hobson Richardson (Vacherie, 29 settembre 1838 – Brookline, 27 aprile 1886) è stato un architetto statunitense.

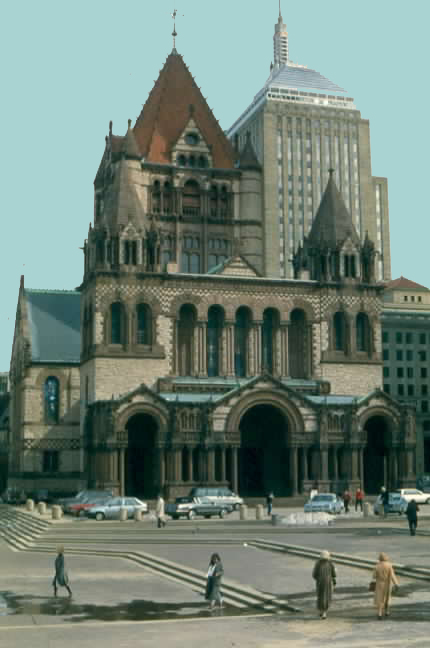
Henry Hobson Richardson, Chiesa della Trinità di Boston

Fu l'inventore del Romanico Richardsoniano che da lui prende appunto il nome. 

## Biografia
Diplomatosi presso l'Università di Harvard, ultimò i suoi studi a Parigi, all'École nationale supérieure des beaux-arts, dove lavorò nello studio di Henri Labrouste.
Ritornato negli Stati Uniti nel 1865 vi iniziò un'intensa attività, costruendo numerosi edifici pubblici e privati.
il più alto raggiungimento del suo stile, che interpreta con originale sensibilità moderna la vigorosa monumentalità del romanico francese, è il Marshall Field Warehouse di Chicago, costruito fra il 1885 e il 1887, dalla spoglia e severa facciata ritmata da ampie finestre arcuate.
Tra le altre sue realizzazioni vanno ricordate la celebre chiesa della Trinità di Boston, il palazzo del tribunale di Pittsburgh, il Campidoglio di Albany e la casa Stoughton a Cambridge (Massachusetts).
L'originalità del suo stile, che influenzerà profondamente gli architetti della Scuola di Chicago, primo fra tutti Louis Sullivan, fa di Richardson uno dei grandi creatori di una architettura nazionale americana.